# Palais de la Moncloa
Le palais de la Moncloa (en espagnol : Palacio de la Moncloa) est une résidence d'État située à Madrid, en Espagne.
Il constitue la résidence officielle du président du gouvernement depuis 1977.
Il est entouré d'un complexe immobilier qui accueille la vice-présidence du gouvernement, le ministère de la Présidence et les services de la présidence du gouvernement.
Le palais de la Moncloa est l'un des palais politiques les plus célèbres de la capitale espagnole.

## Faits
- Le premier occupant de La Moncloa fut Adolfo Suárez, président du gouvernement de 1976 à 1981.
- Ana Botella, l'épouse de José María Aznar déclarait souvent que La Moncloa était « un lieu inhabitable pour une famille normale ». Pour autant, le couple Aznar y a vécu et s'est contenté de faire quelques aménagements.
- Sonsoles Espinosa, l'épouse de José Luis Rodríguez Zapatero, fit appel à des décorateurs afin de remodeler complètement l'intérieur de l'édifice. Des meubles au design actuel, des teintes blanches et grises et des œuvres d'art contemporain caractérisent donc désormais l'espace intérieur.
- L'ancien président de la République française, Nicolas Sarkozy, estime que le palais de la Moncloa est, contrairement au palais de l'Élysée, le lieu idéal pour l'exercice du pouvoir exécutif[1].

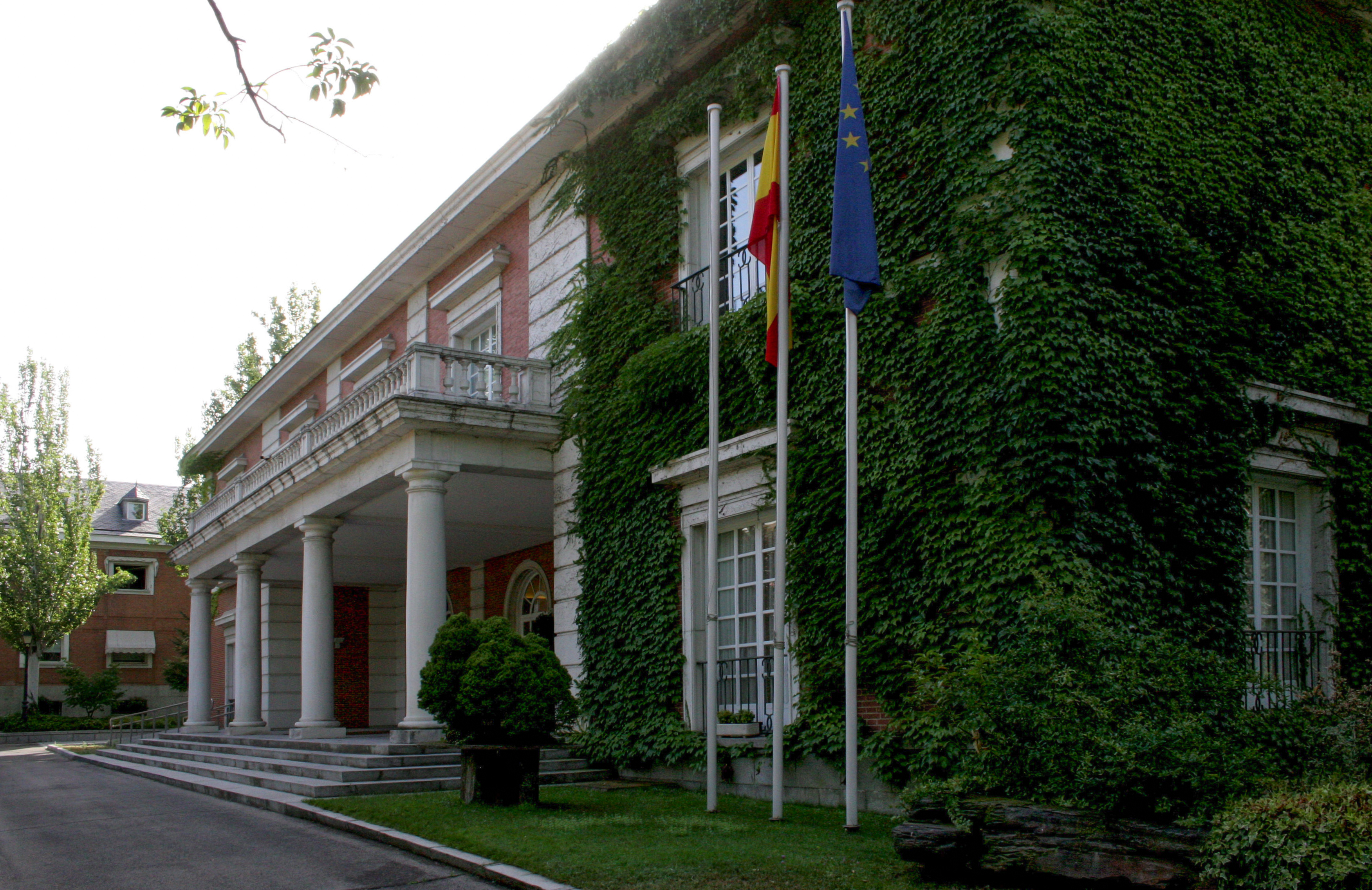
L'entrée du bâtiment du conseil des ministres dans le complexe de La Moncloa.
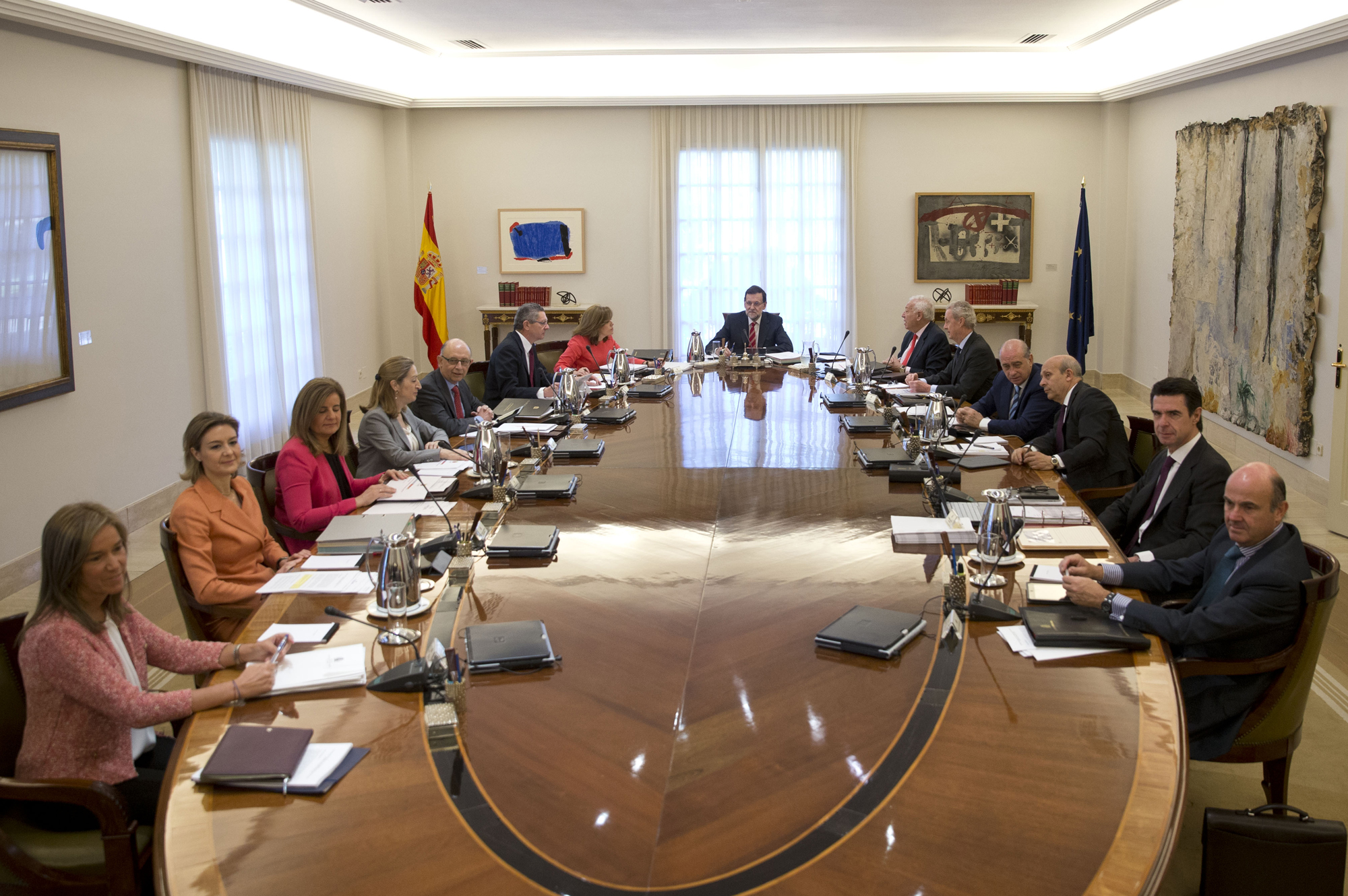
La salle de réunion du conseil des ministres sous la présidence de Mariano Rajoy.
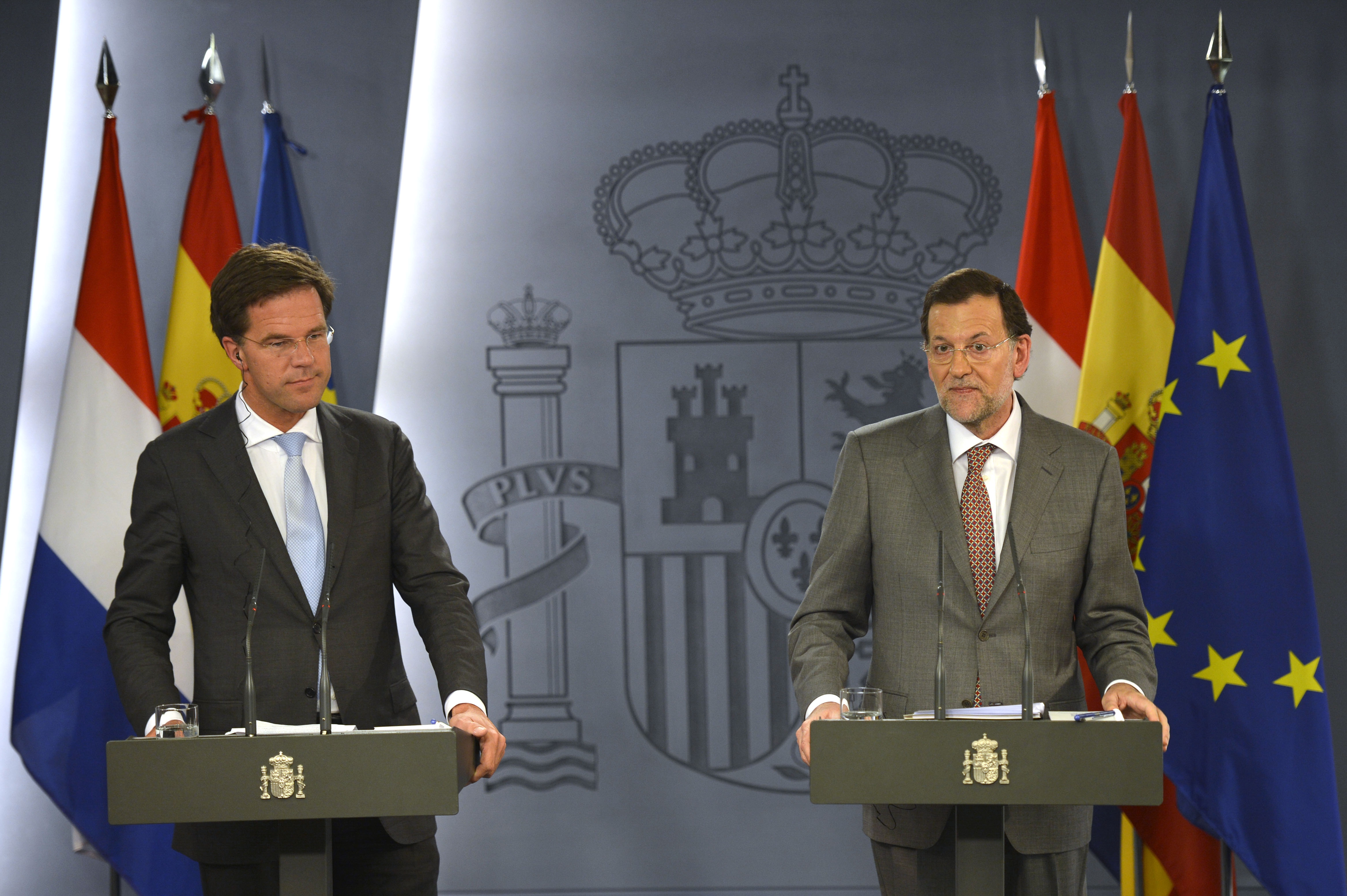
La salle de presse du palais. Réception du Premier ministre des Pays-Bas Mark Rutte par Mariano Rajoy.